# Eli Lilly
Eli Lilly (ur. 8 lipca 1838 w Baltimore, zm. 6 czerwca 1898 w Indianapolis) – amerykański żołnierz, chemik, farmaceuta, przemysłowiec, przedsiębiorca oraz założyciel firmy farmaceutycznej Eli Lilly and Company.

## Życiorys
Podczas wojny secesyjnej Lilly wstąpił do Armii Unii – zwerbował oddział, współtworząc baterię artylerii. W późniejszym okresie otrzymał stopień pułkownika i dowództwo jednostki kawalerii. Schwytany niedługo przed zakończeniem działań wojennych, do końca walk był przetrzymywany jako jeniec Konfederatów.

### Eli Lilly and Company
Po wojnie rozpoczął prowadzenie plantacji w Mississippi, jednak brak powodzenia zmusił go po śmierci żony do ogłoszenia bankructwa i powrót do wykonywania zawodu farmaceuty. Niebawem ożenił się ponownie. Razem z różnymi partnerami kierował kilkoma aptekami, zanim rozpoczął własną działalność w 1876, z zamiarem wytwarzania lekarstw i ich hurtowej dystrybucji. Firma odniosła sukces i niedługo, dzięki licznym usprawnieniom technologicznym w procesie wytwarzania leków, Lilly doszedł do znacznego majątku. Dwie istotne z wprowadzonych przez niego ulepszeń to stworzenie kapsułek żelatynowych i nadanie aromatów owocowych lekom w postaci płynnej. Eli Lilly and Company była jedną z pierwszych nowoczesnych firm z branży farmaceutycznej: posiadała własną jednostkę badawczą i wprowadziła liczne środki kontroli jakości. Firma ta  prowadzi działalność na terenie Polski od 1976 roku.

### Działalność społeczna
Dzięki bogactwu Lilly mógł zaangażować się w działalność filantropijną i społeczną, w którym to celu w 1890 przekazał kierownictwo nad spółką swojemu synowi. Pomógł przy organizacji Izby Handlowej Indianapolis, patronował filii Charity Organization Society (Towarzystwo Organizacji Dobroczynności) w stanie Indiana i przekazał osobiste fundusze na stworzenie miejskiego szpitala dziecięcego, przekształconego później przez władze stanowe w Riley Children's Hospital. Brał czynny udział w wielu organizacjach, aż do śmierci z powodu raka w 1898 roku.
Lilly opowiadał się za wprowadzeniem rządowych regulacji nad przemysłem farmaceutycznym; wiele z jego propozycji zostało włączonych do ustawy z 1906, powołującej do życia amerykańską Agencję Żywności i Leków. Był też jednym z pomysłodawców idei recept lekarskich, promując praktykę udostępniania środków uzależniających lub niebezpiecznych wyłącznie po konsultacji lekarskiej. Założona przez niego firma rozrosła się w jedną z największych i najbardziej wpływowych korporacji farmaceutycznych na świecie, stając się też największą firmą w stanie Indiana. Dzięki przynoszonym zyskom jego syn i wnukowie stworzyli fundację Lilly Endowment, w celu kontynuowania działalności filantropijnej zapoczątkowanej przez Lilly'ego. Fundacja pozostaje jedną z największych organizacji dobroczynnych na świecie.